# Mikhaïl Voslenski
Mikhaïl Sergeievitch Voslenski (en russe : Михаил Сергеевич Восленский), né le 6 décembre 1920 à Berdiansk, en Ukraine, et décédé le 8 février 1997 à Bonn, en Allemagne, est un écrivain, scientifique et diplomate soviétique puis russe.

## Biographie
Mikhaïl Voslenski naït à Berdiansk le 6 décembre 1920. Son père était économiste et sa mère professeur de mathématiques. La famille s'installa à Moscou en 1925. Après avoir obtenu son diplôme d'études secondaires, Mikhaïl Voslenski intégra en 1939 le département d'histoire de l'Université de Moscou, puis il travailla à l'Institut pédagogique de Kolomna. Il retourna ensuite à Moscou et s'inscrit à l'école d'études supérieures en 1945.
Voslenski fut interprète pour l'Union soviétique lors du Procès de Nuremberg. De 1953 à 1955, il travailla au Conseil mondial de la paix, puis à l'Académie des sciences de Russie.
Il profite d'un voyage en Allemagne, en 1972, pour « passer à l'Ouest » et ne rentre pas en Union soviétique.
En 1970, il écrit La nomenklatura, les privilégiés en URSS, un ouvrage majeur, traduit en 14 langues et imprimé dans de nombreuses éditions.
En 1974, après avoir vécu quatre ans en Allemagne de l'Ouest, il est déchu de la citoyenneté soviétique (restituée en 1990).
Son ouvrage Nomenklatura est inspiré par le livre La nouvelle classe de Milovan Djilas, à propos de la nouvelle classe qui émergeait alors en Union soviétique et en Yougoslavie. Đilas expliquait le rôle joué au sein du système soviétique par la politique de terreur de la police secrète.